# Regards croisés sur l'économie
 (janvier 2020).
Si vous disposez d'ouvrages ou d'articles de référence ou si vous connaissez des sites web de qualité traitant du thème abordé ici, merci de compléter l'article en donnant les références utiles à sa vérifiabilité et en les liant à la section « Notes et références ».
Regards croisés sur l'économie est une revue semestrielle fondée en 2006 par de jeunes chercheurs en sciences sociales, éditée par La Découverte. Elle se donne pour but d'éclairer et d'enrichir les débats de politique publique en rendant compte des avancées de la science économique en lien avec les autres sciences sociales, de façon claire et pédagogique. La revue est basée à l'École d'économie de Paris.

## Fonctionnement
L'activité de la revue est organisée par un comité de rédaction, sous la supervision du rédacteur en chef. Chaque numéro se compose de trois types de contributions : des articles, des entretiens et des encadrés. Les "articles", rédigés par des spécialistes en sciences sociales extérieurs au comité, approfondissent une problématique spécifique dans une approche didactique. Les "entretiens" retranscrivent un échange entre des membres du comité et un expert du domaine. Enfin, les "encadrés" sont rédigés par les membres du comité de rédaction, et visent à éclairer un concept, la thèse d’un ouvrage ou encore un contexte particulier.
La revue anime par ailleurs un "blog", hébergé sur le site de la revue Alternatives économiques.

## Membres du comité scientifique
- Philippe Askenazy
- Sabine Barles
- Louis Chauvel
- Brigitte Dormont
- Gabrielle Fack
- Marc Fleurbaey
- Camille Herlin-Giret
- Jacques Le Cacheux
- Gilles Martin
- Marguerite Martin
- Éric Monnet
- Yamina Tadjeddine
- Gabriel Zucman

## Membres du comité de rédaction
- Rédacteur en chef : Charles Delporte
- Comité de rédaction actuel : Diane Amberny-Chevalier, Youri André, Louis Azan, Simon Brigode, Enzo Camboni, Benjamin Castelanelli, Antonin Chenard, Camille Claron, Audrey Glass, Tristan Guesdon, Antoine Jourdan, Aurélie Lachkar, Camille Lemonde, Mathis Malka, Noémie Malléjac, Arnaud Niedbalec, Jean-Charles Paulin, Alex Amiotte Suchet, Luca Szaniecki Cocco, Maud Yaïche.

## Numéros parus
- 2007 : "Quelle fiscalité pour quels objectifs ?"
- 2007 : "Bientôt privés de services publics ?"
- 2008 : "Comprendre la finance contemporaine"
- 2008 : "Pour en finir avec la pauvreté"
- 2009 : "Au chevet de la santé"
- 2009 : "Les économistes peuvent-ils sauver la planète ?"
- 2010 : "Le choc des générations ?"
- 2010 : "Économie politique des migrations"
- 2011 : "Pour sortir de la crise du logement"
- 2012 : "Repenser l'économie"
- 2012 : "L'Europe après la crise"
- 2012 : "L'école, une utopie à reconstruire"
- 2013 : "L'adieu au chômage"
- 2014 : "Lumière sur les économies souterraines"
- 2014 : "Peut-on faire l'économie du genre ?"
- 2015 : "L'université désorientée"
- 2016 : "L'économie, au secours du politique ?"
- 2016 : "Entrepreneuriat : l'odyssée des temps modernes"
- 2017 : "Présidentielle : l'envers du discours"
- 2017 : "À qui profite la mondialisation ?"
- 2018 : "L'économie (se) raconte-t-elle des histoires ? Croyances et rationalités en économie"
- 2018 : "Donner ses données - Big data, économie et société"
- 2019 : "Où est l'argent ?"
- 2020 : "La fabrique de la concurrence"
- 2020 : "Urgence écologique : l'économie en transition"
- 2021:  "Rémunérer le travail"
- 2021: "Villes. L'attractivité à quel prix?"
- 2022: "Temps et économie. Capitalisme, changements et incertitudes"
- 2023: “Fixer les prix, concevoir la valeur"
- 2024: “A la recherche de l’innovation. Accumuler, diffuser, légitimer"
- 2024: "Le sport en jeu. Marchandisation, politisation, professionnalisation"